# Ste-Anne (Albeschaux)

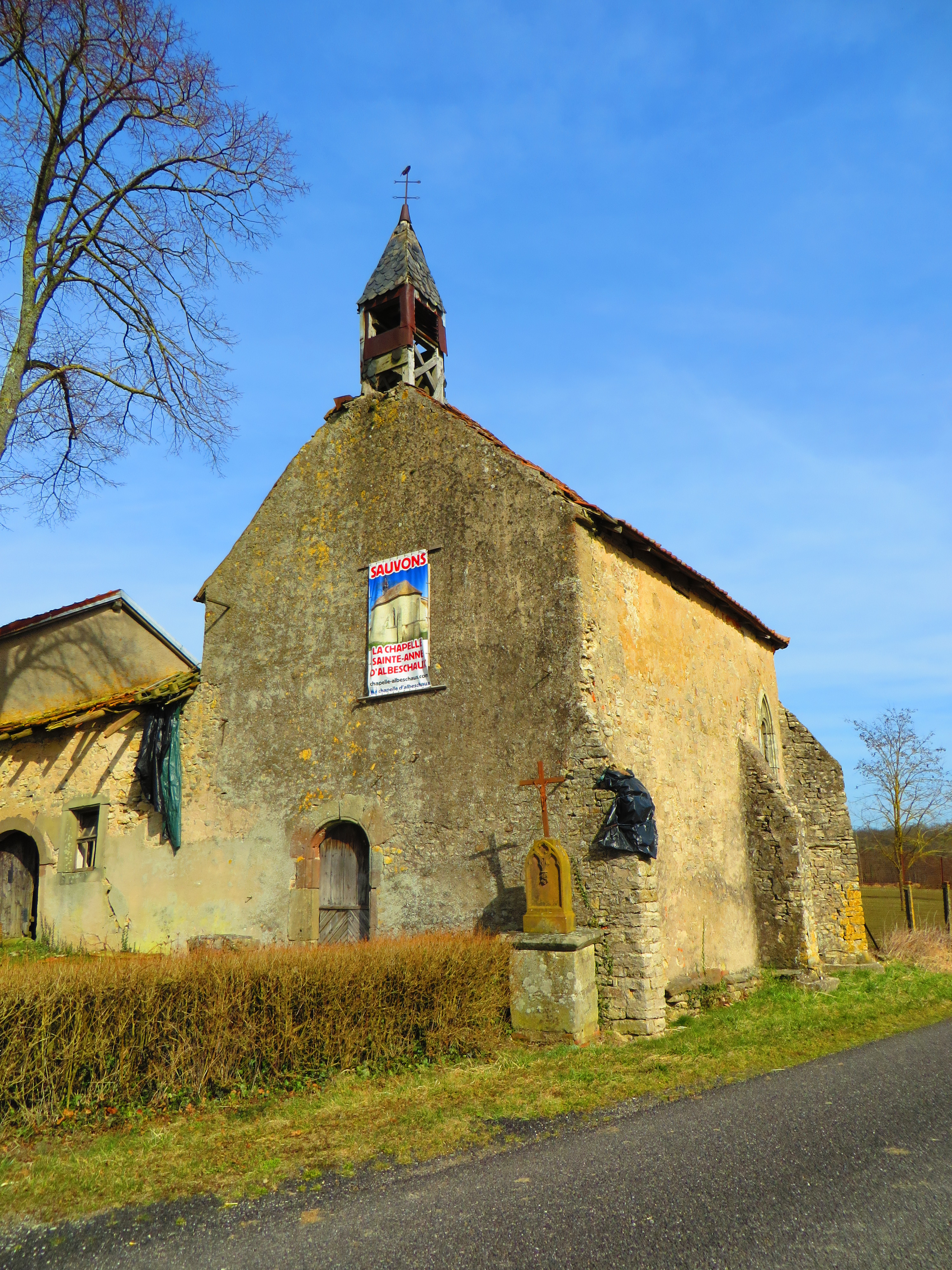
Die Kapelle vor der Renovierung (2015)

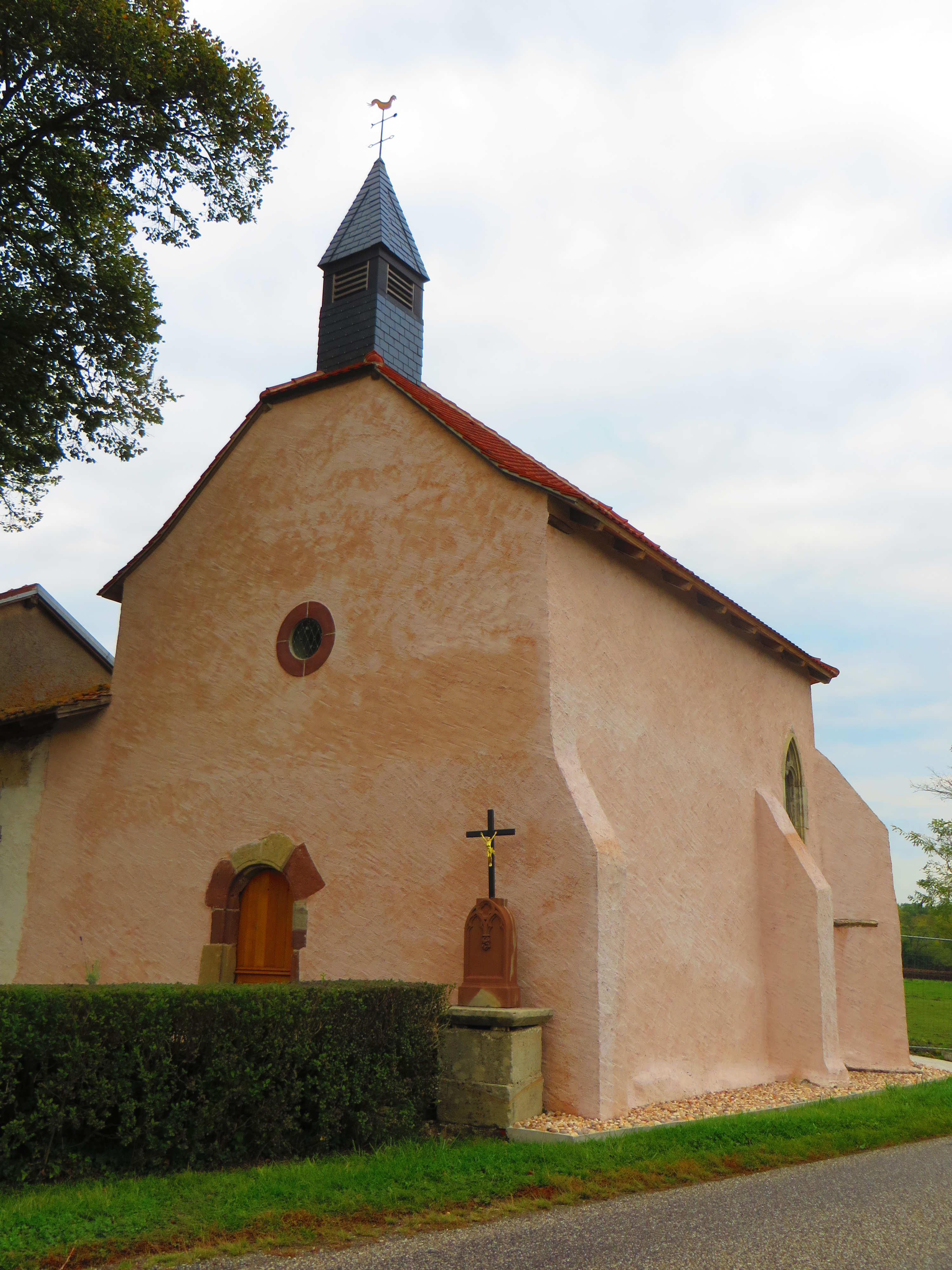
Die Kapelle nach der Renovierung (2017)

Die katholische Kapelle Ste-Anne in Albeschaux, einem Ortsteil der französischen Gemeinde Fribourg im Département Moselle in der historischen Region Lothringen, ist ein spätgotischer Bau, der außerhalb des Dorfes neben einem ehemaligen Meierhof liegt. Um die Kapelle bestand lange Zeit ein Friedhof.
Der Saalbau mit flacher Holzdecke besitzt eine rundbogige Tür mit Profilierung aus Sandstein. Im Chor mit Sechsachtelschluss stehen sechs Dreiviertelwandsäulen, die Fenster haben teilweise Maßwerk. 
Der mit Schindeln verkleidete Dachreiter stammt aus neuerer Zeit. 